# Donald McGill

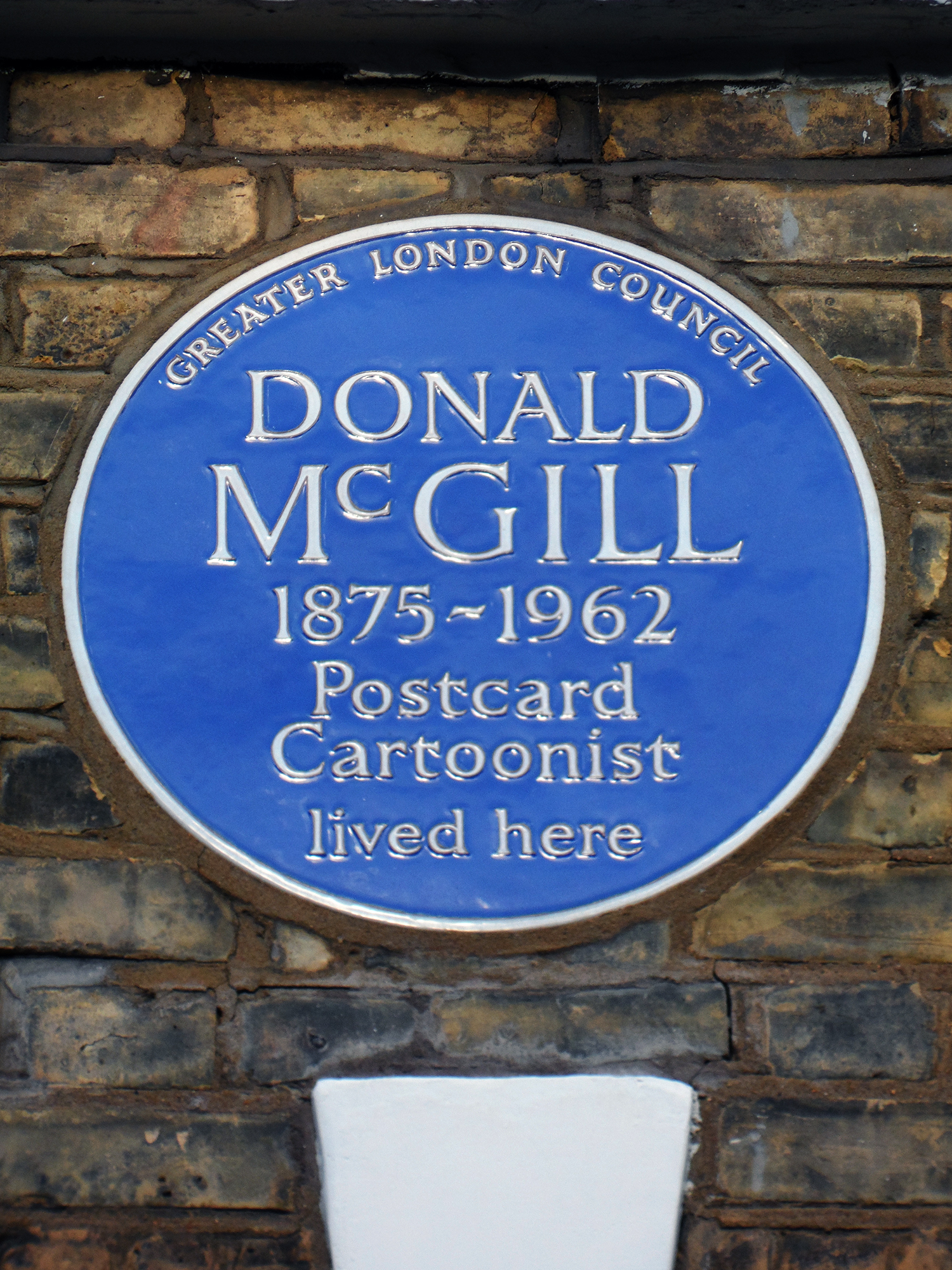
Placa em homenagem ao artista localizada em Blackheath, Londres.

Donald Fraser Gould McGill (Londres, 28 de janeiro de 1875 — Londres, 13 de outubro de 1962) foi um artista gráfico britânico. É considerado o maior nome do estilo obsceno de cartões-postais característico de cidades costeiras do Reino Unido. Seus cartões usualmente retratavam séries de mulheres jovens e atraentes, senhoras de idade com sobrepeso, homens de meia idade bêbados, casais em lua de mel e vigários.
Pelo sua atuação inusitada, conquistou a alcunha de "rei dos cartões-postais obscenos". Seu trabalho é alvo de colecionadores e apreciado pela habilidade artística, poder de observação social e característico humor britânico.